# Martti Meinilä
Martti Henrikki Meinilä, né le 10 novembre 1927 à Salla et mort en 2005, est un biathlète finlandais.

## Biographie
Aux Championnats du monde 1959, il termine quatrième de l'individuel, derrière Sven Agge.
Il participe aux Jeux olympiques de 1960, où le biathlon fait son apparition au programme, et se classe huitième sur l'individuel.